# Raorchestes ravii
Espèce
Raorchestes ravii est une espèce d'amphibiens de la famille des Rhacophoridae.

## Systématique
L'espèce Raorchestes ravii a été décrite en 2011 par Anil Zachariah (d), K. P. Dinesh (d), E. Kunhikrishnan (d), Sandeep Das (d), David V. Raju (d), Chandrasekharamenon Radhakrishnan (d), Muhamed Jafer Palot (d) et S. Kalesh (d).

## Répartition
Cette espèce est endémique du Tamil Nadu en Inde. Elle se rencontre à environ 1 890 m d'altitude dans le district des Nilgiris dans les Ghats occidentaux.

## Description
L'holotype de Raorchestes ravii, un adulte mâle, mesure 23,3 mm. Son dos est brun clair avec une marque peu visible en forme de H dans le haut du dos. Ses yeux sont reliés par une fine ligne brune. Sa face ventrale est blanchâtres.

## Étymologie
Son nom d'espèce, ravii, lui a été donné en mémoire de Ravi Chandran, un amoureux de la nature qui a souvent accompagné l'équipe sur le terrain.

## Publication originale
- Zachariah, Dinesh, Kunhikrishnan, Das, Raju, Radhakrishnan, Palot &, Kalesh, 2011 : « Nine new species of frogs of the genus Raorchestes (Amphibia: Anura: Rhacophoridae) from southern Western Ghats, India ». Biosystematica, vol. 5, p. 25-48 (lire en ligne).